# 原田昌樹
原田 昌樹（はらだ まさき、1955年3月9日 - 2008年2月28日）は、日本の映画監督。長野県出身。長野県屋代高等学校卒業。血液型はA型。
趣味は競馬。主に特撮テレビ番組やオリジナルビデオ作品の演出を手がけた。

## 来歴・人物
同期は『半落ち』の佐々部清、『樹の海』の瀧本智行等。
小学生時代に一時住んでいた松本市で映画のロケ隊を見て映画製作に興味を抱いた。学生時代にはアルバイトとして映画の制作現場に入るようになり、教育映画の現場でついていた助監督の誘いで『宇宙鉄人キョーダイン』（1976年）のサード助監督として本格的に制作に携わる。
助監督時代には東映、大映、三船プロダクション、フィルムリンク・インターナショナル等を渡り歩いた（この時期は長石多可男や蓑輪雅夫といった助監督の下で現場に従事）。また『この胸のときめきを』、『さらば愛しのやくざ』などの作品では和泉聖治監督のチーフ助監督として多くの映画につく。角川春樹が監督を手がけた『REX 恐竜物語』ではチーフ助監督を務めた。
1992年、『裏刑事-URADEKA-』にて監督デビュー。以後、教育映画からアクション物、SFXテレビドラマ等ジャンルを問わず演出を手がけ、特に『平成ウルトラシリーズ』では脚本家の太田愛とのコンビでファンタジー作品で独特の世界を作り出した。また教育映画では4年連続文部科学省特選に選ばれた他、文部科学大臣賞を2度にわたって受賞している。
2008年2月28日、癌による心不全のため東京都内の病院で死去。52歳没。裁判員制度の広報映画『審理』が遺作となった。

## 作風
- ウルトラシリーズなどでファンタジックな作品を手掛ける一方で、ヤクザものなどのバイオレンス映画も多い[1]。原田は「敵が怪獣か人間かの違い」だけで大きな差異はないとしているが、バイオレンス映画のハードな世界観をウルトラマンではあまりやりたくないとも述べている[1]。
- 「エンディングまでが本編」という考えで、エンドロール時に本編のエピローグを流すなどの手法を好む。前出の『平成ウルトラシリーズ』や、メイン監督を務めた『魔弾戦記リュウケンドー』では特にその傾向が顕著に表れている。
- ウルトラシリーズでは「怪獣を殺したくない」との想いから、愛嬌のある怪獣や言葉を喋る宇宙人を得意とし、敵が死なずに去る作品が多い[1]。
- 円谷プロダクション4代目社長の円谷一夫は「原田はロマンティックな作品が得意」と評価しており、『ウルトラマンダイナ』では円谷原案の二作を監督している[2]。またオートバイに造詣が深いことも『ダイナ』第19話で起用された理由に挙げられている[2]。

## 代表作品

### 映画・オリジナルビデオシネマ
- 最後の馬券師（1994年）
- 極道拳（1994年）
- 喧嘩ラーメン（1996年）
- 男組（1998年）
- 香港黒社会 喧嘩組（1999年）
- ウルトラマンダイナ 帰ってきたハネジロー（2001年）
- 九州マフィア外伝（2001年）
- ウルトラマンティガ外伝 古代に蘇る巨人完全版（2004年）*メイキングDVDの構成、演出も担当。
- 旅の贈りもの 0:00発（2006年10月7日公開）
- 審理（2008年、裁判員制度広報映画）

### テレビドラマ
- 裏刑事-URADEKA-（1992年）※ 監督デビュー作
- 列島縦断トラベルサスペンス「ひと夏の誘拐　新宿-八ヶ岳湯けむり逃避行」（1992年）
- ウルトラマンティガ（1996年）
- ウルトラマンダイナ（1997年）
- ウルトラマンガイア（1998年）
- ブースカ!ブースカ!!（1999年）※ メイン監督
- ウルトラマンコスモス（2001年）
- ウルトラQ dark fantasy（2004年）
- 魔弾戦記リュウケンドー（2006年）

他